# Jamides phaseli
Jamides phaseli is een vlinder uit de familie van de Lycaenidae. De wetenschappelijke naam van de soort is voor het eerst geldig gepubliceerd in 1889 door Mathew.

## Synoniemen
- Lycaena oranigra Lucas, 1889